# Metropolia Tuam
Metropolia Tuam, metropolia Kościoła katolickiego w Irlandii. W jej skład wchodzą:
- Archidiecezja Tuam
  - Diecezja Achonry
  - Diecezja Clonfert
  - Diecezja Elphin
  - Diecezja Galway-Kilmacduagh
  - Diecezja Killala